# Immeuble Caistab
L'immeuble Caistab est un gratte-ciel situé sur le boulevard Botreau Roussel, dans la commune du Plateau à Abidjan en Côte d'Ivoire. Achevé en 1984 et culminant à plus de 104 mètres, il est une des dernières tours construites par l'administration ivoirienne parmi un groupe d'immeubles ayant vu le jour à partir des années 1970 et destinés à l'administration et aux entreprises publiques.
Il doit son nom à l'ancienne Caisse de stabilisation qui occupait les locaux de la tour et donna son acronyme comme nom de l'édifice.
La tour est actuellement hôte du ministère de l'agriculture et de plusieurs organismes gouvernementaux dont le Conseil Café-Cacao au 22e étage.